# Francesco Cognasso
Francesco Cognasso (Pinerolo, 16 dicembre 1886 – Torino, 14 marzo 1986) è stato uno storico italiano.

## Biografia
Dapprima insegnante in ginnasi e licei, fu in seguito il primo preside della facoltà di Magistero di Torino dove insegnava Storia moderna.
Prendendo il posto di Giorgio Falco – estromesso dalla docenza universitaria in forza delle leggi razziali – nel 1939 Cognasso ottenne la cattedra di Storia medioevale nella Facoltà di Lettere del capoluogo piemontese, conservandola sino al 1968, quando fu proclamato professore emerito per raggiunti limiti di età.
Tra il 1930 e il 1934 diresse la Rivista storica italiana, nel dopoguerra divenne presidente della Deputazione Subalpina di Storia Patria, direttore del Bollettino storico-bibliografico subalpino e consigliere del Centro italiano di studi sull'alto medioevo.
Tutta la sua produzione lo vide sempre impegnato in modo particolare nello studio dei documenti medioevali. 
Fu un tenace sostenitore della monarchia sabauda e concentrò le sue ricerche soprattutto sul Piemonte e sui Savoia, attraverso i quali entrò nel vivo dei maggiori conflitti europei e si interessò alla politica viscontea. Si interessò anche di Bisanzio e dell'Oriente, argomenti all'epoca trascurati in Italia (Giovanna di Savoia fu imperatrice romana d'Oriente, moglie di Andronico III Paleologo).
L'attività di studioso non si svolse esclusivamente nel mondo accademico, ma tenne intensi rapporti anche con ricercatori locali. Non più docente universitario, continuò i suoi studi soprattutto del passato piemontese e sulle origini dei Savoia e sul Risorgimento.
Umberto II, dall'esilio, lo nominò membro della Consulta dei Senatori del Regno e gli attribuì l'Ordine civile di Savoia.
Fu anche socio dell'Accademia delle Scienze di Torino, socio nazionale dell'Accademia dei Lincei, presidente della Mostra storica organizzata in occasione del Centenario dell'Unità d'Italia, nel 1961.
Colpito da ictus cerebrale all'età di 99 anni nel dicembre 1985, morì all'ospedale Maria Vittoria di Torino dopo tre mesi di sofferta degenza. È sepolto nel Cimitero monumentale di Torino.

## Riconoscimenti
- In occasione del centenario della nascita, pochi mesi dopo la scomparsa, la città di Torino gli ha intitolato una biblioteca civica nel quartiere Lucento[1] ed una via nel quartiere Borgo San Paolo.

## Opere

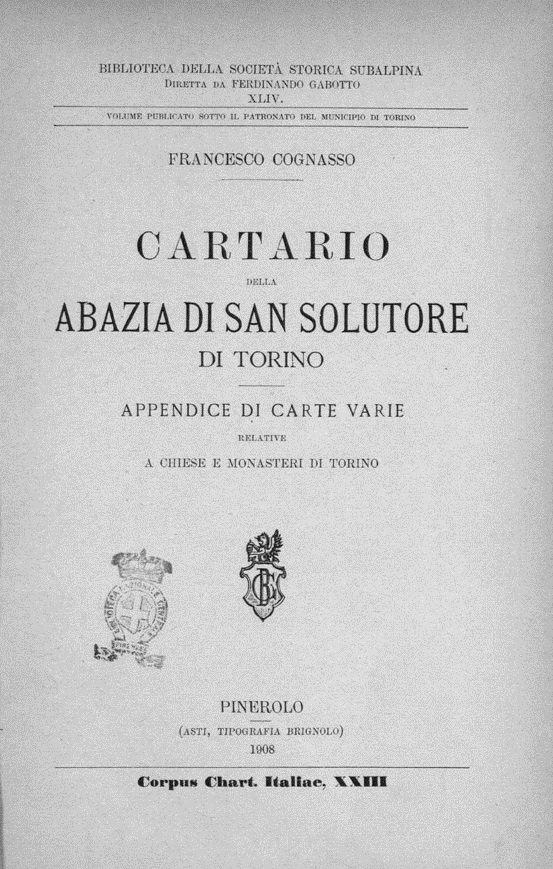
Cartario della abazia di San Solutore di Torino, 1908

- Cartario della abazia di San Solutore di Torino, Asti, Tipografia Brignolo, 1908.
- Il Conte Verde, Torino, Paravia, 1926, II ed. 1930.
- Umberto Biancamano, Torino, Paravia, 1929.
- Amedeo VIII, Torino, Paravia, 1930.
- Il Conte Rosso, Torino, Paravia, 1931.
- Storia di Torino, Torino, Lattes, 1934. - Aldo Martello Ed., 1959 - Giunti, Firenze, 2002.
- Tommaso I ed Amedeo IV, Torino, Paravia, 1940.
- I Savoia nella politica europea, Milano, ISPI, 1941.
- Vittorio Emanuele II, Collana I Grandi Italiani n.23, Torino, UTET, 1942. - Dall'Oglio, Milano, 1986.
- Storia della questione d'Oriente, Torino, Ed. Palatine, 1948.
- Introduzione allo studio della storia medioevale, Torino, Gheroni, 1949.
- Novara e il suo territorio, Novara, Banca Popolare di Novara, 1952.
- Storia d'Italia: il medioevo (476-1492), Editrice Primato, 1958.
- L'Italia del Rinascimento: società e costume (2 voll.), Torino, UTET, 1965.
- I Visconti, Milano, 1966. - Odoya, Bologna, 2016, ISBN 978-88-62-88306-1.
- Storia delle Crociate, Milano, Dall'Oglio, 1967. - Odoya, Bologna, 2015, ISBN 978-88-62-88282-8.
- Il Piemonte nell'età sveva, Torino, Deputazione alpina di storia patria, 1968.
- Vita e cultura in Piemonte dal medioevo ai nostri giorni, Torino, Centro Studi Piemontesi, 1969.
- Storia di Novara, Libreria Lazzarelli, 1971. - Interlinea, Novara, 1992.
- I Savoia, Milano, Dall'Oglio, 1971. - Collana Storica, Corbaccio, Milano, 1994-1999, ISBN 978-88-79-72135-6.
- Bisanzio. Storia di una civiltà, Milano, Dall'Oglio, 1976. - Odoya, Bologna, 2017, ISBN 978-88-62-88400-6.